# Tvorînîci, Lokaci
Tvorînîci (în ucraineană Твориничі) este un sat în comuna Kozliv din raionul Lokaci, regiunea Volînia, Ucraina.

## Demografie
Componența lingvistică a localității Tvorînîci
     Ucraineană (100%)
Conform recensământului din 2001, toată populația localității Tvorînîci era vorbitoare de ucraineană (100%).